# 海馬
海马是海龙目海龍科海馬屬（學名：Hippocampus）所有輻鰭魚的统称。它是一种小型海洋生物，身长5-15厘米。因头部弯曲与体近直角形似马头而得名。在希腊神话中，海马被视作为海神的坐骑。全球约有50种，大多数主要在大西洋西部和西太平洋近岸浅水海域出没。海马是海洋鱼类中唯一一类雄性育幼袋呈现完全封闭袋状结构的类群。

## 名字
在中文文献里，关于海马的记载可追溯到三国时期《南州异物志》中的“水马”，海马之名最早出自唐代《本草拾遗》。

## 形态与习性
海马是脊索動物尾鳍完全退化，脊椎则演化到如猴子尾巴一样的捲纏尾，可卷曲来钩住任何突出物体，以固定身体位置。海马在水中的游动方式也不同于一般鱼类，它们几乎总是昂立着身体，依靠小而几乎透明的胸鳍和背鳍游动，它们可以任意上下左右移动，但速度缓慢。没有腹鳍和尾鳍，臀鳍小或无。
通常海马凭借身上体色的伪装及硬化成皮状的皮肤以逃避掠食者。體色在幼年時和成年差異很大。
刚出生的小海马主要随海流扩散，之后可以用尾部缠绕在物体上，而成年海马则具有相对稳定的栖息地，但可能具有向深水区迁移的越冬行为。海马还可能受到气候变化的影响，借助海流进行长距离的洄游或迁移。
海马多喜好生活在有珊瑚、海草、大型海藻、海绵等生物分布的近海底层环境，以便其尾部能够缠绕固着。

## 繁殖
海马特殊的生殖方式引人注目，母海馬透過產卵管将卵产在雄海馬腹中之育儿囊，经2到3周的怀卵期，再由雄海馬孵出小海马。在此期間海馬群會向較淺的海域移動，尋找較合適的生產環境，其生存水深約 10－30米之間。普通交配及生產溫度約於 26至 29 ℃（亦有些例外）。剛初生的小海馬數量可達千隻以上，體長約0.6-1厘米左右，其體長與種雄海馬體長有密切的關係。幼兒是卵胎生的。

## 威胁与保护
海马目前正面临极大的危机，每年数以百万计的海马被捕捞以制成传统中药使用为主，或供水族馆饲养。加上人类为了经济发展大量破坏海草区、红树林及珊瑚礁等海马的天然栖息地，以及排放有污染的废水，对海马生存环境影响尤其深远。
为防止海马国际贸易不规范，2002年海马属所有种均被列入CITES附录II进行管控。在中国，海马属所有种也均被列入国家重点保护野生动物名录为二级保护动物 （除人工种群)，非法猎捕野生海马属于违法行为。根据《水生野生动物保护实施条例》，只有具有《中华人民共和国水生野生动物经营利用许可证》的企业或个人才能合法收购与销售。如须对海马进行加工处理，须获得国家药准字批文才能生产。
据统计, 1998-2001年间全球有72个国家和地区参与海马贸易, 涉及至少24种海马, 有记录的年平均贸易量达1,915万尾。随着国际管控的加强，2004-2008年间, 有记录的年平均贸易量降低至700万-1,000万尾。但仍然大量存在未被记录的海马贸易。世界最大的活海马出口国是印度尼西亚、菲律宾和巴西。美国和西欧是最大的活海马进口者，以满足当地水族观赏业的需求。

## 饲养
截至到2013年，市面上的海马基本还是是野生的，人工饲养难度高，海马对阳光，温度，饲料的要求非常高。截至到2013年，还未出现能大规模人工饲养成功的案例。中国各产地相关单位正极力推动海马养殖。
海马是靠鳃盖和吻的伸张活动吞食食物，饵料的大小以不超过吻径为度。对饵料的种类和鲜度有一定选择性。海马的觅食视距仅为1m左右，所以饵料要投在经常群集处。自然海区海马主要摄食小型甲壳动物，主要有桡足类、蔓足类的藤壶幼体、虾类的幼体及成体、萤虾、糠虾和钩虾等。在人工饲养条件下，以摄食糠虾和樱虾效果最好，其次为桡足类和端足类。淡水枝角类等也可为食，但要注意避免因其在海水中迅速死亡而污染水质。
海马的摄食量与水温、水质密切相关。在适温范围内，水温高，则摄食量大，消化快。水质不良时，摄食量减少，甚至停食。在正常条件下，海马的日摄食量约占体重的10%，海马一次摄食量很大，同时耐饥性也很强，从初生苗到成鱼耐饥时间可达4至132天。

## 下属物种
海馬各物种间的外部形态特征差异可大可小，导致依据形态的物种分类较为困难。全球海马属约有50种，且不断有新种被发现。
本属包括以下物种：
- 膨腹海馬 Hippocampus abdominalis Lesson, 1827
- 翼海馬 Hippocampus alatus Kuiter, 2001
- 西非海馬 Hippocampus algiricus ：又稱斑點海馬。
- 窄腹海馬 Hippocampus angustus ：又稱蝟海馬。
- 鮑氏海馬 Hippocampus barbouri Jordan & Richardson, 1908
- 巴氏豆丁海馬 Hippocampus bargibanti Whitley, 1970[20]
- 假眼海馬 Hippocampus biocellatus Kuiter, 2001
- 留尼旺海馬 Hippocampus borboniensis Duméril, 1870
- 短頭海馬 Hippocampus breviceps Peters, 1869
- 駝背海馬 Hippocampus camelopardalis Bianconi, 1854
- 南非海馬 Hippocampus capensis Boulenger, 1900
- 北部湾海马 Hippocampus casscsio Zhang, Qin, Wang & Lin, 2016
- 克里蒙氏豆丁海馬 Hippocampus colemani Kuiter, 2003
- 虎尾海馬 Hippocampus comes Cantor, 1849 [7]
- 冠海馬 Hippocampus coronatus Temminck & Schlegel, 1850
- 新喀里多尼亞多棘海馬 Hippocampus curvicuspis Fricke, 2004
- 軟珊瑚海馬 Hippocampus debelius Gomon & Kuiter, 2009
- 丹尼斯豆丁海馬 Hippocampus denise Lourie & Randall, 2003
- 直立海馬 Hippocampus erectus Perry, 1810
- Hippocampus fasciatus Kaup, 1856
- 費雪氏海馬 Hippocampus fisheri Jordan & Evermann, 1903
- Hippocampus foliaceus Richardson, 1843
- 棕海馬 Hippocampus fuscus Rüppell, 1838：又稱短吻海馬。
- 大頭海馬 Hippocampus grandiceps Kuiter, 2001
- 長吻海馬 Hippocampus guttulatus ：又稱多枝海馬。
- Hippocampus haema Han, Kim, Kai & Senou, 2017[21]
- 東方多棘海馬 Hippocampus hendriki Kuiter, 2001
- 歐洲海馬 Hippocampus hippocampus
- 刺海馬 Hippocampus histrix
- 太平洋海馬 Hippocampus ingens
- 日本豆丁海马 Hippocampus japapigu Short, Smith, Motomura, Harasti & Hamilton, 2018[22]
- 賈氏海馬 Hippocampus jayakari Boulenger, 1900
- 領海馬 Hippocampus jugumus Kuiter, 2001
- 大海馬 Hippocampus kelloggi Jordan & Snyder, 1901：又稱克氏海馬、蘇伊士海馬。
- 庫達海馬 Hippocampus kuda Bleeker, 1852：又稱管海馬、黑海馬。
- 勒氏海馬 Hippocampus lichtensteinii Kaup, 1856
- 夢海馬 Hippocampus minotaur Gomon, 1997
- 日本海馬 Hippocampus mohnikei
- 蒙地貝羅海馬 Hippocampus montebelloensis Kuiter, 2001
- 北方刺海馬 Hippocampus multispinus Kuiter, 2001
- 非洲豆丁海马 Hippocampus nalu Short, Claassens, Smith, De Brauwer, Hamilton, Stat & Harasti, 2020
- 矛盾海馬 Hippocampus paradoxus
- 巴塔哥尼亞海馬 Hippocampus patagonicus
- 彭氏豆丁海馬 Hippocampus pontohi [20]
- 高冠海馬 Hippocampus procerus Kuiter, 2001
- 侏儒刺海馬 Hippocampus pusillus
- 昆士蘭海馬 Hippocampus queenslandicus
- 吻海馬 Hippocampus reidi ：又稱鈍海馬。
- 薩托米豆丁海馬 Hippocampus satomiae [23]
- 半柱海馬 Hippocampus semispinosus Kuiter, 2001
- 塞氏海馬 Hippocampus severnsi [20]
- 花海馬 Hippocampus sindonis ：又稱苔海馬。
- 棘海馬 Hippocampus spinosissimus
- 西澳海馬 Hippocampus subelongatus
- 三斑海馬 Hippocampus trimaculatus ：又稱低冠海馬。
- 泰洛海馬 Hippocampus tyro
- 華倫氏豆丁海馬 Hippocampus waleananus
- 懷氏海馬 Hippocampus whitei
- 條紋海馬 Hippocampus zebra
- 小海馬 Hippocampus zosterae

## 藥用價值
在中醫學中，海马作为药材和补品，用来治疗哮喘和阳痿，其主要出口国是泰国、印度、菲律宾、越南和墨西哥，中国是最大的乾海马市场。《中华人民共和国药典(2020版)》中记录的海马基原动物有5种。
在《本草拾遺》中，海马又名水馬、蝦姑、馬頭魚、龍落子魚，為海龍科動物線紋海馬（Hippocampus kelloggi Jordean et Snyder）、刺海馬（Hippocampus histrix Kaup）、大海馬（Hippocampus kuda Bleeker）、三斑海馬（Hippocampus trimaculatus Leach）或小海馬（海蛆， Hippocampus japonicus Kaup）等物种的总称。在中国主產於东南沿海，华北沿海地区亦產。一年四季均可捕捉，捕後除去內臟，洗淨，晒乾。或除去外部灰黑色皮膜及內臟，將尾部盤捲，晒乾。
中医学认为海马味甘、鹹，性溫。歸腎經、肝經，功效则包括補腎壯陽，散結消腫。《本草纲目》记载中国南方渔民有让孕妇于难产时手握晒干海马的行为。《本草纲目》同时明确海马不做食材。

## 外部連結
[在维基数据编辑]
 《欽定古今圖書集成·博物彙編·禽蟲典·海馬部》，出自陈梦雷《古今圖書集成》
- 海馬 中藥材圖像數據庫  （香港浸會大學中醫藥學院） （中文）（英文）
- 海馬 （页面存档备份，存于） 中藥標本數據庫（香港浸會大學中醫藥學院）（繁體中文）（英文）